# 님프

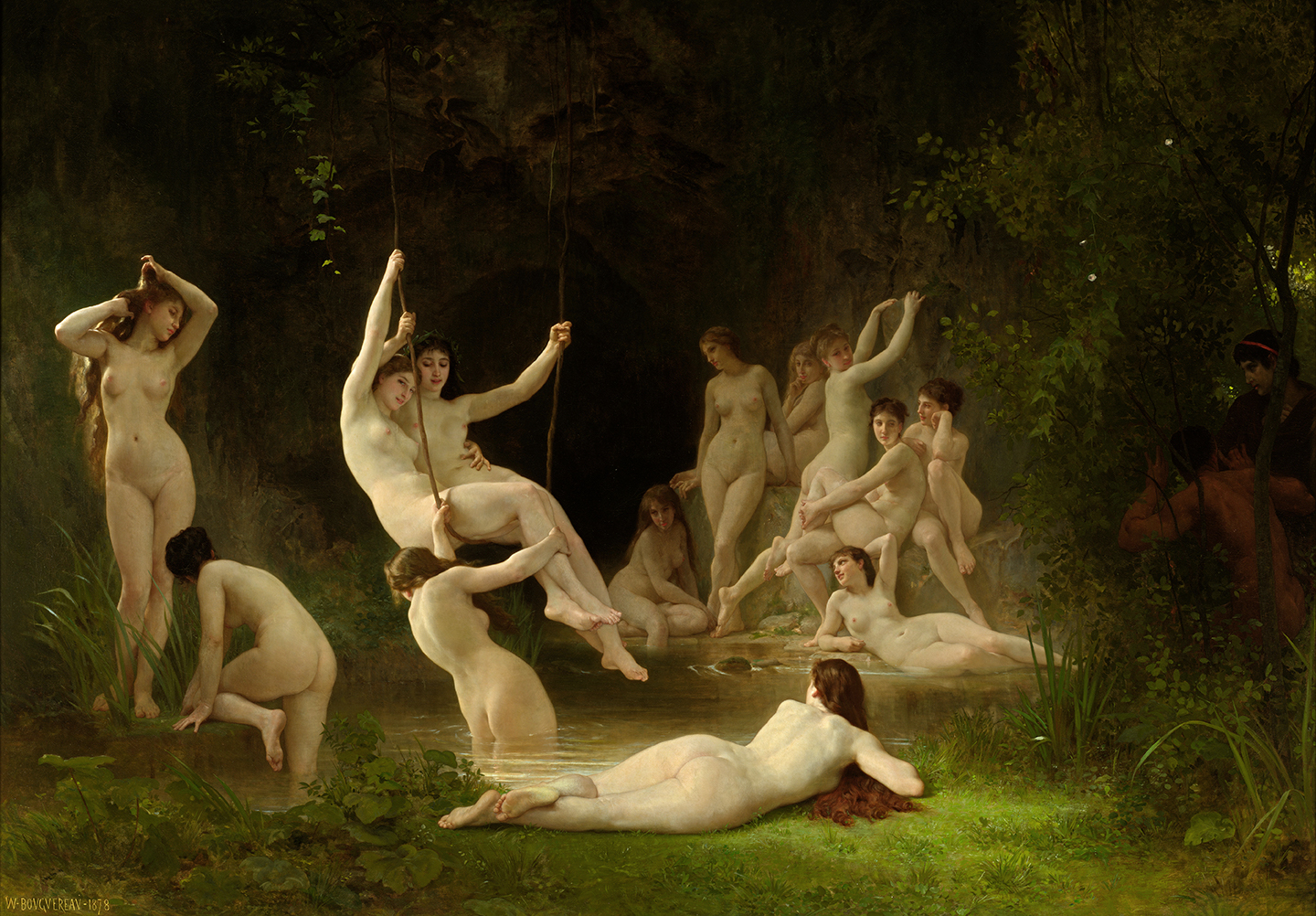
님프, William-Adolphe Bouguereau (1825-1905)

님프(그리스어: Νύμφη)는 그리스 신화 및 로마 신화에 등장하는 정령 내지는 여신이다. 산이나 강, 숲이나 골짜기 등 자연물에 머물며 그것들을 수호한다. 덧붙여 그리스어의 보통 명사로는 ‘아가씨’, ‘신부’를 뜻한다.
일반적으로 춤과  노래를 좋아하며, 젊고 아름다운 여성의 모습을 하고 있다. 올림포스의 12신과 같이 완전한 불로불사의 존재는 아니고 단지 오래 산다고 보면 된다. 또, 식물의 님프 등은 수호하고 있는 식물이 시들면 자신도 따라서 죽는다고 한다.
정원이나 목장에 꽃을 피우고 가축을 지키며, 사냥감을 제공하고, 지키고 있는 샘물을 마시는 사람에게는 예언력을 내리거나 병을 고치는 등 은총을 주는 대상으로서 숭배를 받았으며, 님프가 있다고 여겨지는 샘 등에는 자주 사람들이 제물을 가져다 바쳤다.
한편, 아르테미스나 디오니소스 등 야성적인 신들을 수행하며 늘 곁을 따라다니기도 한다. 또, 숲 속을 걷고 있는 여행자를 마력으로 유혹하거나 자신의 모습을 본 사람에게 저주를 걸어 미쳐버리게 만드는 등 무서운 일면도 있다.
또, 젊고 아름다운 인간 청년이나 소년을 보면 한눈에 반해 다짜고짜 자주 납치해 간다. 이 때문에 여성의 과잉 성욕을 의미하는 님포마니아(nymphomania)라는 말의 어원이 되었다. 님프의 연애담은 신화나 전승에 많이 남아 있지만, 대부분 슬픈 결말로 끝나는 것이 많다.

## 님프의 종류
님프는 주거지에 따라 종류와 계급이 여러 가지로 나뉘는데, 신화에 따르면 다음과 같다:
- 땅의 님프
  - 알세이스 (삼림)
  - 나파에아스 (골짜기)
  - 아울로니아드 (초원)
  - 레이마키드 (목초지)
  - 오레아드스 (산)
  - 민테 (민트)
  - 헤스페리데스 (정원)
- 나무의 님프
  - 하마드리아데스 (나무)
  - 드리아데스 (떡갈나무, 참나무)
  - 멜리아스 (물푸레나무)
  - 레우케 (은백양)
  - 에피멜리라드 (사과나무)
- 물의 님프
  - 헬레아드 (소택지)
  - 오케아니데스 (대양)
  - 네레이스 (지중해)
  - 나이아데스 (담수)
  - 페가이아이 : 샘의 요정
  - 크리나이아 : 분수의 요정
  - 엘레이오노마이 : 늪과 습지의 요정
  - 포타메이데스 : 강과 개울의 요정
  - 림나데스(또는 림나티데스) : 호수의 요정
- 기타
  - 코리쿠스 (뮤즈)
  - 람파데스 (지하세계)

## 갤러리

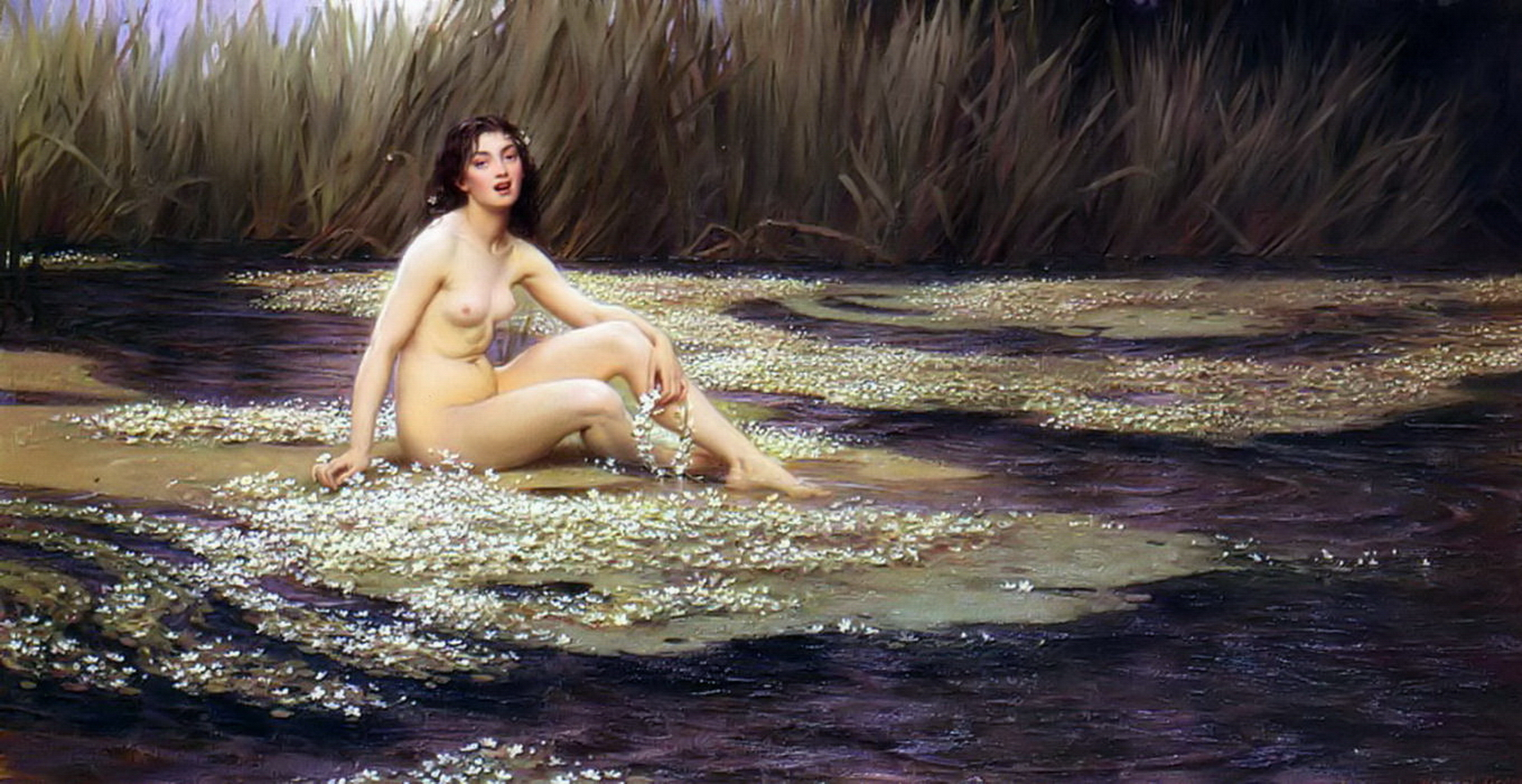
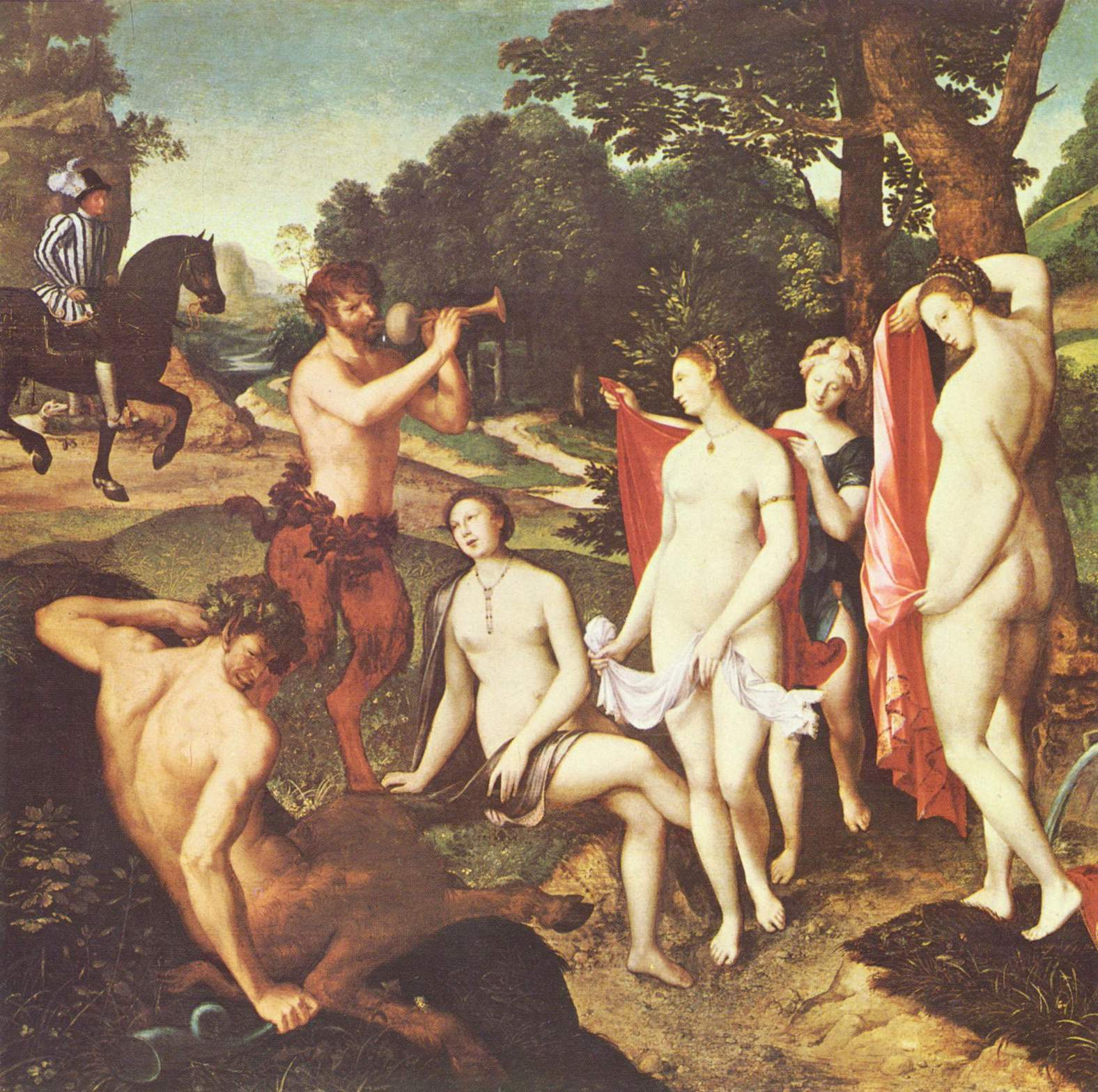
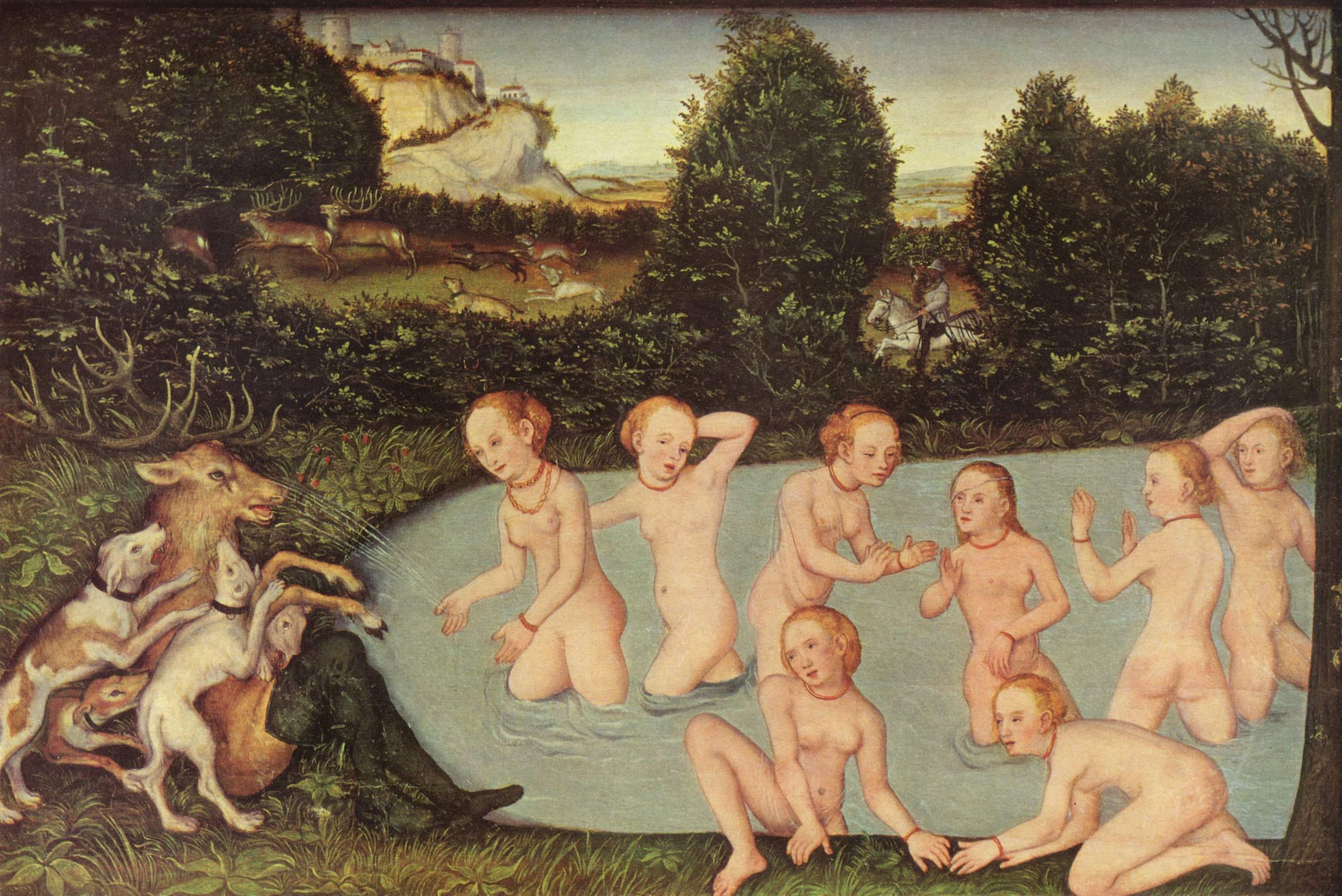
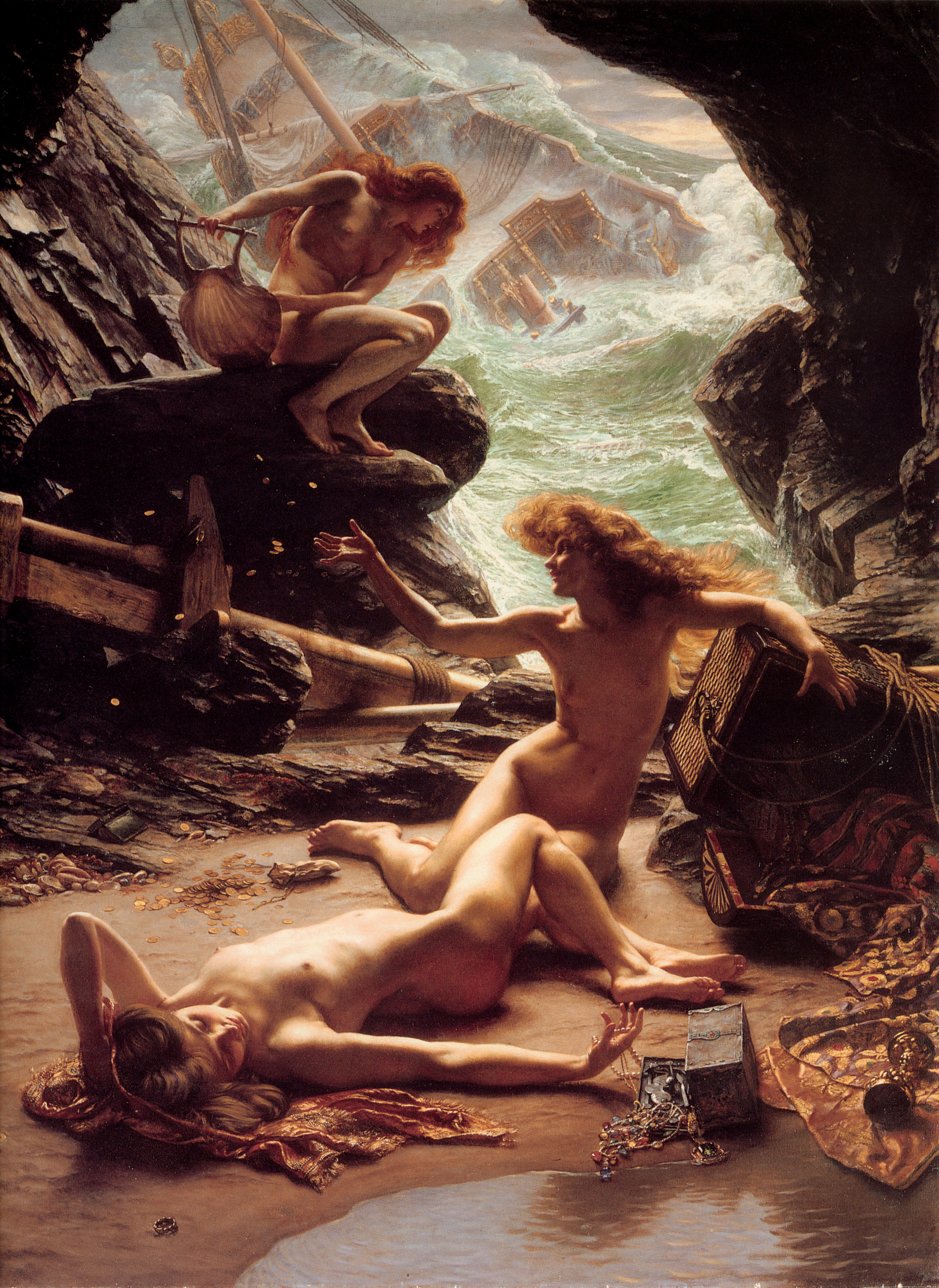
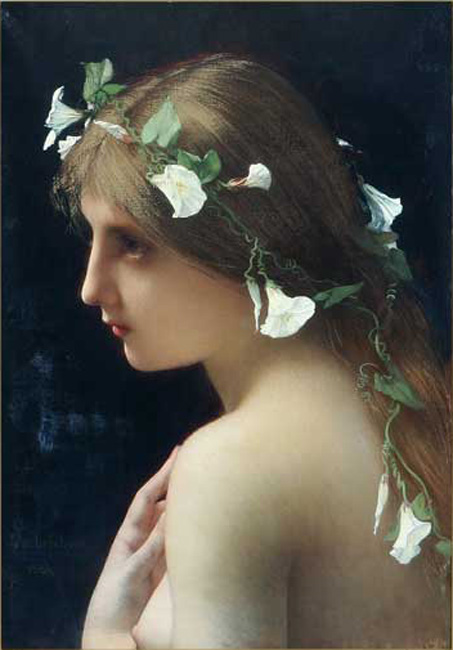
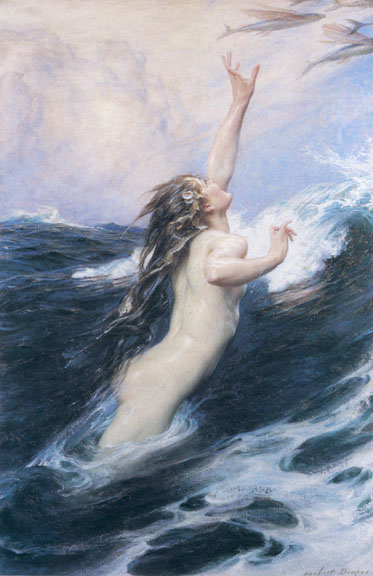

## 같이 보기
- 애니미즘
- 페어리
- 카미
- 선인
- 빌라 (요정)
- 야크시니
- 그리스 신화의 등장인물 목록